# Kittisak Siriwan
Kittisak Siriwan (Thai: นายกิตติศักดิ์ ศิริแว่น, * 18. Juli 1983 in Roi Et) ist ein ehemaliger thailändischer Fußballspieler.

## Karriere

### Verein
Von 2004 bis 2014 spielte Kittisak bei Bangkok United. Für den Club absolvierte der Mittelfeldspieler 232 Spiele und schoss dabei 21. Tore. 2006 wurde er mit der Mannschaft thailändischer Meister. 2007 konnte er mit dem Klub den dritten Platz beim Singapore Cup belegen. Die Saison 2015 spielte er die Hinserie für Air Force Central FC, die Rückserie für den TOT SC. 2016 wechselte er zum Drittligisten Deffo FC. Mit dem Club spielte er in der Regional League Division 2 in der Region Bangkok. Ende 2017 beendete er seine aktive Karriere als Fußballer.

### Nationalmannschaft
Kittisak gehörte schon öfter zum engeren Kreis der thailändischen Fußballnationalmannschaft bei größeren Turnieren, kam jedoch bisher meist zu einem Einsatz. Beim Freundschaftsspiel gegen die deutsche Fußballnationalmannschaft am 21. Dezember 2004 stand er in der Anfangsaufstellung.
Im Jahr zuvor nahm er mit einer Universitätsauswahl an der Sommer-Universiade in Südkorea teil. Trainer der Auswahl war Somchai Subpherm, welcher von 2004 bis 2009 auch sein Vereinstrainer war.

## Erfolge
Bangkok United
- Thailändischer Meister: 2006

- Singapore Cup: 2007 (3. Platz)

## Erläuterungen/Einzelnachweise
1. ↑  lequipe.fr: Aufstellung in der Lequipe (Memento des Originals vom 5. Januar 2017 im Internet Archive)  Info: Der Archivlink wurde automatisch eingesetzt und noch nicht geprüft. Bitte prüfe Original- und Archivlink gemäß Anleitung und entferne dann diesen Hinweis.

| Personendaten    | Personendaten                 |
| ---------------- | ----------------------------- |
| NAME             | Kittisak Siriwan              |
| KURZBESCHREIBUNG | thailändischer Fußballspieler |
| GEBURTSDATUM     | 18. Juli 1983                 |
| GEBURTSORT       | Roi Et                        |